# 早月川河川敷の水溜り
早月川河川敷の水溜り（はやつきがわかせんじきのみずたまり）とは、富山県滑川市の早月川河川敷にある池（三日月湖）である。面積は約0.18ha。早月川河川敷の水溜りという名前は、魚津水族館の調査書における通称であり、正式な池の名称ではない。

## 概要
池は南北に延長約130mで細長い形をしている。早月川の本流や海とは隔てられており、早月川の伏流水を水源としている。また、池の透明度は非常に高い。
水溜りが出来た時期は明確に示されていないが、1975年の早月川河口の航空写真では水溜りに該当する場所はまだ早月川の流路であった。2014年の同地点の航空写真で水溜りが確認されていることから、水溜りが形成された時期は1975年 - 2014年の間と推定される。

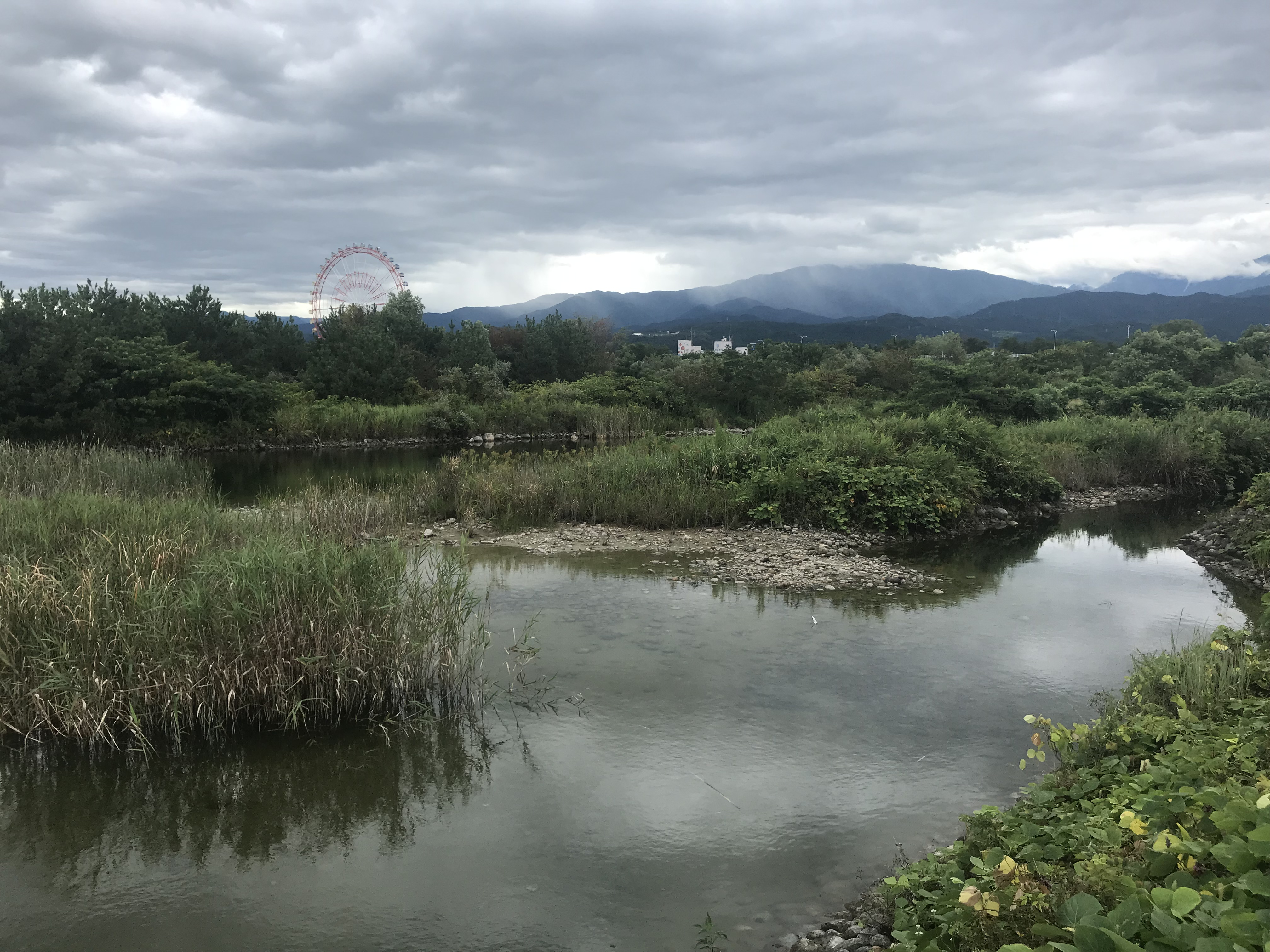
池の北西部からの風景

## 生態
池の中にはウグイが生息するほか、無断放流されたと考えられるオオクチバスやニシキゴイも生息しており、魚津水族館ではこうした魚食性の魚の監視と駆除を続けている。

## 交通
- 富山県道1号富山魚津線の三ヶ交差点で海側（北西）に曲がった先にある。
- 富山地方鉄道本線の越中中村駅で下車し、そこから徒歩約15分 (1.0km)。
- 滑川市コミュニティバス「のる my car」三ヶバス停で下車し、そこから徒歩約5分 (400m)。